# Озун (Ковасна)
Озун (рум. Ozun) насеље је у Румунији у округу Ковасна у општини Озун. Oпштина се налази на надморској висини од 513 m.

## Историја
Према државном шематизму православног клира Угарске 1846. године у месту "Узон" је живело 49 породица, уз још припадајућих 70 из четири филијале: Анђалос, Комоло, Речи, Сент Иван и Лаборфалва. Православни парох је био тада поп Бењамин Поповић.

## Становништво
Према подацима из 2002. године у насељу је живело 4575 становника.

### Попис2002.
| Расподела становништва по националности 2002.‍ | Расподела становништва по националности 2002.‍ | Расподела становништва по националности 2002.‍ | Расподела становништва по националности 2002.‍ | Расподела становништва по националности 2002.‍ |
| --------------------------------------------- | --------------------------------------------- | --------------------------------------------- | --------------------------------------------- | --------------------------------------------- |
|                                               |                                               |                                               |                                               |                                               |
| Румуни                                        | Румуни                                        |                                               | 529                                           | 11,6%                                         |
| Мађари                                        | Мађари                                        |                                               | 4.025                                         | 88,1%                                         |
| Роми                                          | Роми                                          |                                               | 6                                             | 0,1%                                          |
| Немци                                         | Немци                                         |                                               | 5                                             | 0,1%                                          |
| Чанго                                         | Чанго                                         |                                               | 6                                             | 0,1%                                          |

### Хронологија
| Година       | 1992 | 1993 | 1994 | 1995 | 1996 | 1997 | 1998 | 1999 | 2000 | 2001 | 2002 | 2003 | 2004 | 2005 | 2006 | 2007 | 2008 | 2009 | 2010 | 2011 | 2012 | 2013 | 2014 | 2015 | 2016 | 2017 |
| ------------ | ---- | ---- | ---- | ---- | ---- | ---- | ---- | ---- | ---- | ---- | ---- | ---- | ---- | ---- | ---- | ---- | ---- | ---- | ---- | ---- | ---- | ---- | ---- | ---- | ---- | ---- |
| Становништво | 4713 | 4700 | 4681 | 4611 | 4618 | 4635 | 4643 | 4627 | 4594 | 4606 | 4650 | 4668 | 4666 | 4671 | 4672 | 4679 | 4673 | 4658 | 4656 | 4665 | 4682 | 4696 | 4685 | 4677 | 4667 | 4691 |